# Trematopora lamellata
Trematopora lamellata är en mossdjursart som beskrevs av Pocta 1902. Trematopora lamellata ingår i släktet Trematopora och familjen Trematoporidae. Inga underarter finns listade i Catalogue of Life.